# CLOCK (래퍼)
CLOCK(1999년 2월 2일 ~)은 대한민국의 래퍼다. 2020년 싱글 [ADD:CT:VE]로 데뷔했다.

## 학력
- 서울호서예술실용전문학교 실용음악예술계열 (자퇴)

## 방송
- 고등래퍼 1 (2017) - Top12(12위)
- 쇼미더머니 9 (2020)

## 음반
- ADD:CT:VE (2020)
- Peach Mango (2020)
- Vacay (2021)